# Irish League 1917-1918
L'Irish League 1917-1918 ovvero il campionato della prima divisione del campionato nordirlandese di calcio fu sospeso a causa della prima guerra mondiale. Solo le squadre di Belfast e del rispettivo distretto giocarono e il Linfield vinse il titolo.

## Classifica finale
| Pos. | Squadra        | G  | V | N | P | GF | GS | Punti |
| ---- | -------------- | -- | - | - | - | -- | -- | ----- |
| 1    | Linfield       | 10 | 8 | 2 | 0 | 30 | 5  | 18    |
| 2    | Glentoran      | 10 | 7 | 2 | 1 | 18 | 5  | 16    |
| 3    | Distillery     | 10 | 4 | 2 | 4 | 14 | 14 | 10    |
| 4    | Cliftonville   | 10 | 1 | 4 | 5 | 9  | 16 | 6     |
| 4    | Belfast United | 10 | 2 | 2 | 6 | 11 | 17 | 6     |
| 6    | Glenavon       | 10 | 2 | 0 | 8 | 5  | 30 | 4     |

G = Partite giocate; V = Vittorie; N = Nulle/Pareggi; P = Perse; GF = Goal fatti; GS = Goal subiti; 